# Курьер (пароход, 1856)
«Курьер» — пароход Балтийского флота Российской империи.

## Описание парохода
Длина парохода между перпендикулярами составляла 50,18 метра, ширина — 5,66 метра. На пароходе была установлена паровая машина по сведениям из различных источников от 100 до 140 номинальных лошадиных сил.
Во время строительства судна вместо штатной доски в его киль была заложена медная монета.

## История службы
Пароход «Курьер» был заложен в Санкт-Петербурге на заводе Берда в 1856 году и после спуска на воду в том же году вошёл в состав Балтийского флота России.
17 (29) мая 1875 года пароход «Курьер» был исключен из списков судов Балтийского флота, а спустя 2 года в 1877 году был разобран.

### Комментарии
1. ↑  164 фута 7 дюймов[1].
2. ↑  18 футов 7 дюймов[1].